# Кузьмичівсько-Недільне нафтогазоконденсатне родовище
Кузьмичівсько-Недільне нафтогазоконденсатне родовище — дрібне родовище у Харківській області України. 

## Опис
Відноситься до Північного борту нафтогазоносного району Східного нафтогазоносного регіону України.
У 2021 році компанія НАК «Нафтогаз України» вирішила класифікувати як єдине родовище кілька сусідніх ділянок, а саме:
- виявлене в 2008-му дуже дрібне Недільне нафтогазоконденсатне родовище;
- відкрите у 2011-му дрібне Кузьмичівське нафтогазоконденсатне родовище;
- Північно-Кузьмичівську структуру, яку дослідили за допомогою свердловин № 16 (виявлено один нафтовий поклад) та № 18;
- Північно-Скворцівську структуру, де у 2019 році спорудили свердловину № 24, яка виявила непромисловий газоконденсатний поклад;
- Східно-Кузьмичівську структуру, розвідувальне буріння на якій ще не провадилось.
Всього з 1993 до початку 2020 років на структурах Кузьмичівсько-Недільного родовища пробурили 17 свердловин, з яких 7 було ліквідовано або призначено для ліквідації.
Вуглеводні пов'язані із породами московського, башкирського (середній карбон) та візейського (нижній карбон) ярусів.
В Державному балансі за родовищем (Недільна та Кузьмичівська структури) рахуються початкові видобувні запаси категорій С1 та С2 у розмірі 1081 млн м3 газу та 42 тисячі тон конденсату.
Недільне родовище ввели в експлуатацію у 2009 році шляхом підключення до установки комплексної підготовки газу Юліївського родовища. Кузьмичівська структура знаходиться в розробці з 2015-го через власну установку підготовки газу. Станом на початок 2021 року з них видобуто 294 млн м3 газу, 9 тисяч тон конденсату та 58 тон нафти.